# AGM-86 ALCM
L'AGM-86 ALCM (Air Launched Cruise Missile) è un missile aria-superficie da crociera, lanciabile da bombardieri statunitensi (fino a 20 per aereo) come i B-52. Fino alla fine degli anni ottanta esso era un'arma nucleare, ma poi è stato modificato per attacchi convenzionali (CALCM, "C" è per 'convenzionale'). Esso è stato un'arma molto importante, come alternativa aviolanciata al BGM-109 Tomahawk, e come tale è entrato in servizio all'inizio degli anni ottanta (non sono lo stesso missile).

La designazione ufficiale è AGM-86 (86º tipo di missile aria-superficie).

## Caratteristiche
Una volta lanciato, il missile viaggia a velocità subsoniche (al di sotto della velocità del suono, 1.193,4 km/h) e dispiega ali, superfici di coda e prese d'aria del motore migliorando così l'aerodinamica e di conseguenza il viaggio fino al bersaglio, che il modello AGM-86B compie avvalendosi di un sistema di riconoscimento del terreno detto TERCOM (Terrain Contour Matching) che calcola la posizione rispetto al target, mentre i modelli C e D usano un GPS accoppiato ad un sistema di navigazione inerziale.

Altra peculiarità dell'AGM-86 è la capacità di dare al pilota del bombardiere che lo trasporta venti possibili bersagli da colpire: se ne possono caricare infatti sei per ala più altri otto nel vano bombe.
La bassissima quota a cui volano gli AGM-86, unita alla loro relativamente piccola struttura, li rende bersagli difficili da abbattere dalla contraerea.

## Storia

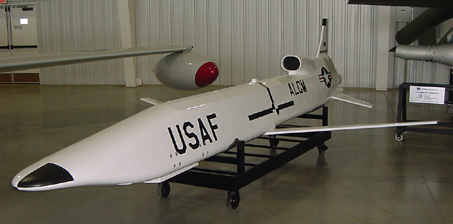
L'AGM-86C

Nel 1974 l'USAF portò avanti il progetto dell'AGM-86A, ma di fatto non venne prodotto neanche un esemplare di questa versione, mentre invece si diede ampio spazio alla versione B, che sfruttava al meglio le doti di carico dei B-52: la sua produzione iniziò nel 1980 diventando operativo nel 1982 con il 416th Bombardment Wing, ed entro sei anni furono costruite 1.715 unità. Attualmente i missili AGM-86B ALCM (quelli con testate nucleari) sono depositati alla Minot Air Force Base.
Nel 1986 alcuni AGM-86B furono modificati sostituendo la testata nucleare con una convenzionale di grande potenza e introducendo un nuovo sistema di guida basato sul GPS; nacque così la versione C del missile, cambiando la sigla ALCM in CALCM. Questa variante vide il primo impiego bellico durante la guerra del Golfo, quando ne vennero lanciati 35 dai B-52 decollati dalla Louisiana. Furono impiegati anche durante l'inizio della seconda guerra del Golfo.

L'eccesso di missili ALCM portò, nel 1996, 1997 e 2001, a convertire 200 di essi nella versione CALCM, aumentando la potenza della testata esplosiva e inserendo una nuova avionica. Tale modifica è stata poi estesa anche a tutti gli AGM-86C prodotti precedentemente.
Gli ultimi 50 missili convertiti furono designati AGM-86D che ora, assieme alla versione C, si trovano alla Barksdale Air Force Base e alla Andersen Air Force Base.